# ACSH Gheorgheni

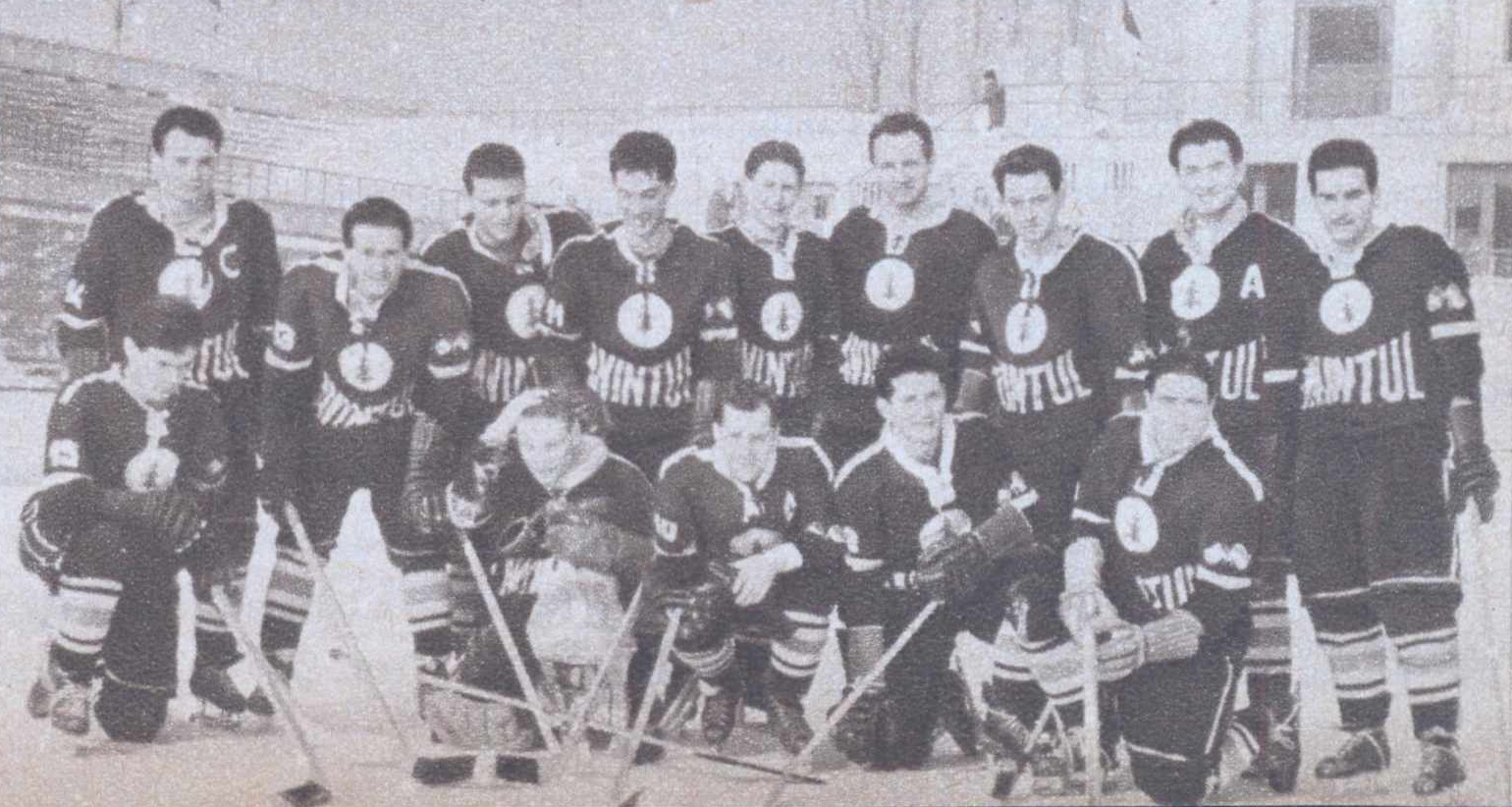
Avântul Gheorghieni (1963)

ACSH Gheorgheni (Gyergyói Hoki Klub în maghiară) este un club de hochei pe gheață din Gheorgheni, România care evolueaza in Liga Națională de hochei.

## Istoric
Prima echipă de hochei pe gheață din Gheorgheni a fost înființată la sfârșitul anului 1948 la inițiativa profesorului de educație fizică Tibor Basilides, după ce s-au organizat meciuri între clasele liceului din localitate. în 1949, a luat ființă echipa Vasutasok, condusă de László Karda. Potrivit înregistrărilor, primul meci a avut loc la 1 ianuarie 1949, la Miercurea Ciuc, împotriva echipei locale de liceu. În același an, a fost înființat și GYMTE (Gyergyói Munkás Testedző Egyesület), echipă condusă de Sándor Dobribán. În 1952, cele două echipe s-au unit sub numele Spartak. Din 1955, echipa a fost numită Haladás și a participat în a doua divizie a campionatului național. Echipa este denumită mai târziu Lendület. Primul mare rezultat a fost obținut în 1958, când echipa din Gheorgheni a ocupat locul trei în țară.
Pe 22 ianuarie 1982 este deschis patinoarul artificial din Gheorgheni.
După Revoluția din 1989, echipa nu mai are parte de finanțare și rămân astfel doar centrele de copii și juniori. Echipa de tineret condusă de Csaba Basilidesz va fi campioana națională la grupa sa de vârstă.
Asociația sportivă Progym este fondată în 1994 cu trei divizii: gimnastică, schi și tenis, care a fost extinsă pentru a include hochei pe gheață un an mai târziu. Echipa Progym participă la Liga Națională, iar în sezonul 1998-99 încheie pe locul trei, obținând astfel medaliile de bronz. În sezonul 2001-2002, Progym trece în semifinalele campionatului național de SC Miercurea Ciuc și ajunge prima dată în marea finală, unde este învinsă de Steaua, dar medaliile de argint reprezintă cel mai mare rezultat din istoria clubului.
Din 2008, Progym participă și în Liga MOL.
Sub conducerea antrenorului Csaba Farkas, formația din Gheorgheni a câștigat de mai multe ori medaliile de bronz, dar nu a mai ajuns în finala mare. În 2018, clubul intră în faliment, dar palmaresul este preluat de nou-înființata Asociația Clubul Sportiv Hochei Gheorgheni.
În sezonul 2019-2020, echipa ajunge în semifinalele Erste Liga care însă nu se mai dispută din cauza Pandemiei de Covid-19, dar primește medaliile de bronz. În același sezon joacă finala Cupei României. În sezonul 2021-2022, echipa ajunge pentru a doua oară în istorie în finala Campionatului Național, unde din nou pierde, fiind învinsă de SC Miercurea Ciuc.
În 2023, ACSH Gheorgheni obține cel mai important triumf din istorie, câștigând Erste Liga.
În 2025, harghitenii au reușit eventul, câștigând premieră în februarie Cupa României, iar în martie de asemenea în premieră titlul de campioană.. În aprilie reușește tripla, câștigând și Erste Liga pentru a doua oară.

## Trofee
- Campionatul României
  - 2024–25

- Cupa României:
  - 2024–25

- Erste Liga:
  - 2022–23, 2024-25